# Бокерон (Лас Пиједрас, Порторико)
Бокерон (шп. Boquerón, Las Piedras) село је у општини Лас Пиједрас у америчкој острвској територији Порторико, острвској држави Кариба.

## Демографија
По попису из 2010. године број становника је 1.043, што је 175 (-14,4%) становника мање него 2000. године.
| Група             | 2000.          | 2010.         |
| Белци             | 0 (0,0%)       | 6 (0,6%)      |
| Афроамериканци    | 82 (6,7%)      | 127 (12,2%)   |
| Азијати           | 1 (0,1%)       | 0 (0,0%)      |
| Хиспаноамериканци | 1.218 (100,0%) | 1.035 (99,2%) |
| Укупно            | 1.218          | 1.043         |